# Schlafende Hunde
Schlafende Hunde ist eine Redewendung für ein Risiko, eine Gefahrenquelle, an der man besser nicht rührt. 
Die Wendung geht auf das Sprichwort „Schlafende Hunde soll man nicht wecken“  (englisch Let sleeping dogs lie) zurück, das etwa bedeutet: „Ein ruhendes Thema ruhen lassen. Das gibt sonst nur Ärger und Scherereien“. 
Das Sprichwort ist alt und findet sich schon im 16. Jahrhundert bei Hans Sachs:

„drumb magstu wol dein maul zu drücken

und liest den hundt wol billig schlafen.“

Kirchhof, der deutsche Barockdichter und Landsknecht, gibt als Erklärung:

„von fremden und bettlern wird der hund aufgeweckt: dann indem er (der landsknecht) so herumb zeucht den bawren die hundt aufzuwecken und ein paar würst zu samlen, musz er manch unnütz wort mit under fressen.“